# Gospodar Jevremova (Bělehrad)
Gospodar Jevremova (srbsky Господар Јевремова) je ulice v srbské metropoli Bělehradu. Leží v samotném středu města, spojuje ve směru severozápad-jihovýchod na dunajském svahu park Kalemegdan s ulicí Skadarskou. Její délka činí cca 850 metrů. Pojmenována je po Jevremu Obrenovićovi, bratrovi Miloše Obrenoviće.

## Historie
Ulice vznikla v souvislosti s vznikem pravoúhlých ulic na tzv. Dunajském amfiteátru směrem k Dorćolu. Jediná budova, která zde zůstala, byla Velika škola. Zbourání této stavby (a dnešního muzea Vuka a Dositeje) bylo nicméně zvažováno v roce 1939 v souvislosti s myšlenkou rozšíření této ulice. Svůj současný název má ulice více než 100 let.
V uvedené ulici bydlela řada bělehradských osobností, např. Milan Rakić.

## Doprava
Ulice má jen lokální dopravní význam a jen jeden jízdní pruh, je jednosměrná ve směru od Kalemegdanu na jihovýchod. Doplňuje ji stromořadí. V centrální části, kde se nachází Velika škola je zúžena a není zde možná automobilová doprava.

## Významné objekty
- Park Rige od Fere
- Mešita Bajrakli
- Muzeum divadelního umění v Božićově domě.
- Muzeum Vuk a Dositej, kde se nacházela Velika škola (první vysoká škola na území Srbska)
- Dům Stevana Mokranjce
- Čukur česma[1]
- Dům Nikoly Pašiće[1]